# Marguerite Marsh
Marguerite Marsh (18 de abril de 1888 - 8 de diciembre de 1925) fue una actriz cinematográfica estadounidense de la época del cine mudo. 

## Resumen biográfico
Nacida en Lawrence (Kansas), su nombre completo era Marguerite Loveridge Marsh. Era hermana de las actrices Mae Marsh y Mildred Marsh.
Actuó en 73 filmes entre 1911 y 1923.
Falleció en 1925 en Nueva York a causa de un neumonía.  

## Filmografía seleccionada
- A Voice from the Deep (1912)
- Under Burning Skies (1912)
- The Lion's Mouse (1923)